# Tommy Paul
Tommy Paul (* 17. května 1997 Voorhees Township, New Jersey) je americký profesionální tenista. Ve čtyřhře pařížské olympiády 2024 vybojoval bronzovou medaili v páru s Taylorem Fritzem. Ve své dosavadní kariéře na okruhu ATP Tour vyhrál čtyři singlové turnaje. Na challengerech ATP a okruhu ITF získal deset titulů ve dvouhře a dva ve čtyřhře.
Na žebříčku ATP byl ve dvouhře nejvýše klasifikován v červnu 2025 na 8. místě a ve čtyřhře v lednu 2022  na 97. místě. Trénuje ho Brad Stine, bývalý kouč světové jedničky Jima Couriera. Na juniorském kombinovaném žebříčku ITF nejvýše figuroval v prosinci 2015, kdy mu patřila 3. příčka.
V juniorském tenise získal trofej na French Open 2015 po finálové výhře nad krajanem Taylorem Fritzem a stal se šestým americkým vítězem Roland Garros v této věkové kategorii. Z New Jersey se s rodiči přestěhoval do Greenville v Severní Karolíně ve třech měsících věku. Zužitkoval tak přípravu na severokarolínských antukových dvorcích, na nichž od dětství trénoval. Fritz mu porážku oplatil v boji o titul na juniorce US Open 2015.
V americkém daviscupovém týmu debutoval v roce 2020 kvalifikačním kolem proti Uzbekistánu, v němž přispěl k výhře Američanů 4:0 na zápasy vítěznou dvouhrou nad Denisem Istominem. Do září 2025 v soutěži nastoupil k deseti mezistátním utkáním s bilancí 5–3 ve dvouhře a 0–2 ve čtyřhře.
Spojené státy americké reprezentoval na odložených Letních olympijských hrách 2020 v Tokiu, kde v úvodním kole mužské dvouhry nestačil na jedenáctého nasazeného Rusa Aslana Karaceva. Zúčastnil se také Her XXXIII. olympiády v Paříži. Ve čtvrtfinále dvouhry nestačil na pozdějšího stříbrného medailistu Carlose Alcaraze ze Španělska. Do čtyřhry zasáhl s Taylorem Fritzem. V semifinále podlehli pozdějším australským vítězům Matthew Ebdenovi s Johnu Peersovi. V duelu o bronzovou medaili poté porazili český pár Tomáš Macháč a Adam Pavlásek.

## Tenisová kariéra
V rámci událostí okruhu ITF debutoval v dubnu 2014, když zasáhl do dvouhry turnaje v Tampě s dotací 10 tisíc dolarů. Po výhře nad Nicolasem Jarrym ve čtvrtfinále podlehl dalšímu Chilanu Jorge Aguilarovi, figurujícímu na 501. příčce klasifikace. Průnik mezi dvě stě nejlepších tenistů zaznamenal v dubnu 2016 po debutovém startu v sérii Masters na Miami Open 2016, kde na úvod prohrál s Timem Smyczkem. Do první stovky se pak posunul během září 2019 po US Open, když na žebříčku ATP postoupil ze 114. na 92. příčku.
První zápas na okruhu ATP Tour vyhrál na dubnovém U.S. Men's Clay Court Championships 2016 v Houstonu, kam obdržel divokou kartu. V první fázi přehrál osmého nasazeného Itala a padesátého třetí muže žebříčku Paola Lorenziho. Poté podlehl Jihokorejci Čong Hjonu z osmé světové desítky. Do čtvrtfinále premiérově postoupil přes Maleka Džazírího na červencovém BB&T Atlanta Open 2017, ale poté uhrál jen čtyři gamy v duelu se světovou dvaadvacítkou Gillesem Müllerem z Lucemburska. Při postupu do premiérového semifinále kariéry až z kvalifikace, neztratil na Adelaide International 2020 žádný set. Člena elitní světové desítky poprvé přehrál na Abierto Mexicano Telcel 2020 v Acapulcu. Ve druhém kole jako kvalifikant vyřadil sedmého muže klasifikace Alexandra Zvereva. Poté jeho cestu pavoukem ukončil krajan John Isner.
Debut v hlavní soutěži nejvyšší grandslamové kategorie zaznamenal v mužském singlu US Open 2015 po zvládnuté tříkolové kvalifikaci, v jejímž závěrečném kole na jeho raketě dohrál Švýcar Marco Chiudinelli. V úvodním kole newyorské dvouhry však nenašel recept na italskou světovou pětadvacítku Andrease Seppiho. Na Australian Open 2020 svedl vítěznou pětisetovou bitvu proti dvacátému hráči klasifikace Grigoru Dimitrovovi, který jej pak vyřadil na US Open 2020. V páru s Nicholasem Monroem si zahrál čtvrtfinále čtyřhry French Open 2020.
Premiérovou trofej v rámci túry ATP si odvezl z listopadového Stockholm Open 2021, kde otočil průběh semifinále po ztrátě úvodní sady s krajanem Francesem Tiafoem. V závěrečném boji o titul zdolal kanadskou turnajovou trojku a obhájce trofeje Denise Shapovalova opět po třísetovém průběhu. Stal se tak desátým americkým šampionem Stockholm Open. Do prvního semifinále majoru se probojoval na Australian Open 2023. Cestou soutěží postupně vyřadil Jana-Lennarda Struffa, v pětisetové bitvě Alejandra Davidoviche Fokinu, Jensona Brooksbyho, po čtyřsetovém průběhu Roberta Bautistu Aguta a ve čtvrtfinále 20letého krajana Bena Sheltona. Stal se tak prvním Američanem v semifinále melbournského grandslamu od Andyho Roddicka v roce 2009. Bodový zisk mu zajistil debutový posun do elitní světové dvacítky. Druhou trofej vybojoval na únorovém Dallas Open 2024, kde prošel do finále přes Bena Sheltona. V něm zdolal dalšího zástupce amerického tenisu, Marcose Girona ve třech setech.

## Zápasy o olympijské medaile

### Mužská čtyřhra: 1 (1 bronz)
| Stav  | datum | turnaj         | povrch | spoluhráč    | soupeři v zápase o medaili | výsledek |
| ----- | ----- | -------------- | ------ | ------------ | -------------------------- | -------- |
| Bronz | 2024  | Paříž, Francie | antuka | Taylor Fritz | Tomáš Macháč Adam Pavlásek | 6–3, 6–4 |

## Finále na okruhu ATP Tour

### Dvouhra: 7 (4–3)
| Legenda                   |
| ------------------------- |
| Grand Slam (0)            |
| Turnaj mistrů (0)         |
| ATP Tour Masters 1000 (0) |
| ATP Tour 500 (1–1)        |
| ATP Tour 250 (3–2)        |

| Stav      | č. | datum         | turnaj                         | kategorie | povrch    | soupeř ve finále    | výsledek           |
| --------- | -- | ------------- | ------------------------------ | --------- | --------- | ------------------- | ------------------ |
| Vítěz     | 1. | listopad 2021 | Stockholm, Švédsko             | ATP 250   | tvrdý (h) | Denis Shapovalov    | 6–4, 2–6, 6–4      |
| Finalista | 1. | únor 2023     | Acapulco, Mexiko               | ATP 500   | tvrdý     | Alex de Minaur      | 6–3, 4–6, 1–6      |
| Finalista | 2. | červenec 2023 | Eastbourne, Spojené království | ATP 250   | tráva     | Francisco Cerúndolo | 4–6, 6–1, 4–6      |
| Vítěz     | 2. | únor 2024     | Dallas, Spojené státy          | ATP 250   | tvrdý (h) | Marcos Giron        | 7–6(7–3), 5–7, 6–3 |
| Finalista | 3. | únor 2024     | Delray Beach, Spojené státy    | ATP 250   | tvrdý     | Taylor Fritz        | 2–6, 3–6           |
| Vítěz     | 3. | červen 2024   | Londýn, Spojené království     | ATP 500   | tráva     | Lorenzo Musetti     | 6–1, 7–6(10–8)     |
| Vítěz     | 4. | říjen 2024    | Stockholm, Švédsko (2)         | ATP 250   | tvrdý (h) | Grigor Dimitrov     | 6–4, 6–3           |

## Tituly na challengerech ATP a okruhu Futures
| Legenda                |
| ---------------------- |
| Challengery (4 D; 2 Č) |
| Futures (6 D; 0 Č)     |

### Dvouhra (10 titulů)
| Č. | datum         | turnaj                         | povrch    | poražený finalista    | výsledek           |
| -- | ------------- | ------------------------------ | --------- | --------------------- | ------------------ |
| 1. | květen 2015   | Valldoreix, Španělsko          | antuka    | Albert Alcaraz Ivorra | 2–6, 6–4, 6–4      |
| 2. | květen 2015   | Lecco, Itálie                  | antuka    | Lorenzo Sonego        | 6–1, 6–4           |
| 3. | leden 2016    | Plantation, Spojené státy      | antuka    | Adrien Puget          | 7–6(7–4), 6–0      |
| 4. | leden 2016    | Sunrise, Spojené státy         | antuka    | Adrien Puget          | 6–4, 3–6, 6–3      |
| 5. | únor 2017     | Palm Coast, Spojené státy      | antuka    | Renta Tokuda          | 6–3, 4–6, 6–3      |
| 6. | červen 2017   | Winston-Salem, Spojené státy   | tvrdý     | Christopher Eubanks   | 6–4, 6–4           |
| 1. | listopad 2018 | Charlottesville, Spojené státy | tvrdý (h) | Peter Polansky        | 6–2, 6–2           |
| 2. | duben 2019    | Sarasota, Spojené státy        | antuka    | Tennys Sandgren       | 6–3, 6–4           |
| 3. | září 2019     | New Haven, Spojené státy       | tvrdý     | Marcos Giron          | 6–3, 6–3           |
| 4. | září 2019     | Tiburon, Spojené státy         | tvrdý     | Thanasi Kokkinakis    | 7–5, 6–7(3–7), 6–4 |

### Čtyřhra (2 tituly)
| Č. | datum      | turnaj                  | povrch    | spoluhráč          | poražení finalisté             | výsledek      |
| -- | ---------- | ----------------------- | --------- | ------------------ | ------------------------------ | ------------- |
| 1. | leden 2018 | Playford, Austrálie     | tvrdý     | Mackenzie McDonald | Maverick Banes Jason Kubler    | 7–6(7–4), 6–4 |
| 2. | září 2018  | Columbus, Spojené státy | tvrdý (h) | Peter Polansky     | Gonzalo Escobar Roberto Quiroz | 6–3, 6–3      |

## Finále na juniorském Grand Slamu

### Dvouhra: 2 (1–1)
| Stav      | rok  | turnaj      | povrch | soupeř ve finále | výsledek           |
| --------- | ---- | ----------- | ------ | ---------------- | ------------------ |
| Vítěz     | 2015 | French Open | antuka | Taylor Fritz     | 7–6(7–4), 2–6, 6–2 |
| Finalista | 2015 | US Open     | tvrdý  | Taylor Fritz     | 2–6, 7–6(7–4), 2–6 |

### Čtyřhra: 1 (0–1)
| Stav      | rok  | turnaj      | povrch | spoluhráč        | soupeři ve finále                   | výsledek |
| --------- | ---- | ----------- | ------ | ---------------- | ----------------------------------- | -------- |
| Finalista | 2015 | French Open | antuka | William Blumberg | Álvaro López San Martín Jaume Munar | 4–6, 2–6 |